# Ikkyu (Manga)
Ikkyu (jap. あっかんべェ一休, Akkambe Ikkyū) ist ein Manga des japanischen Zeichners Hisashi Sakaguchi aus den Jahren 1993 bis 1995. Das Werk behandelt das Leben des Mönches Ikkyū Sōjun.

## Handlung
Sengikumaru, unehelicher Sohn des Go-Komatsu-tennō, wächst bei der Familie seiner Mutter in einfachen Verhältnissen auf. Eines Tages wird er in den Sorin-Tempel geschickt und darf erst wiederkehren, wenn er ein guter Mönch geworden ist. Unter dem Namen Shuken lebt er nun im Tempel, muss dort hart arbeiten und vermisst seine Mutter. Er schlägt sich durch und macht sich einen Namen als kluger und fleißiger Mönch, als aber ein Wandermönch den Tempel besucht, beschließt er kurzerhand, auch auf Wanderschaft zu gehen. Die Geschichte folgt dem Mönch auf seiner Wanderschaft als Bettelmönch durch Japan bis zu seinem Tod.

## Veröffentlichung
Der Manga erschien von Dezember 1993 bis 1995 in Einzelkapiteln im Magazin Afternoon des Verlags Kodansha. Die Kapitel erschienen später in vier Sammelbänden, insgesamt 1200 Seiten. Es war die letzte Serie ihres Autors, der wenige Wochen nach Ablieferung des letzten Kapitels bei seinem Verlag an Erschöpfung starb.
Das Werk erschien auf Französisch und Spanisch bei Glénat, eine deutsche Fassung erschien von September 2008 bis August 2009 bei Carlsen Comics. Die deutsche Übersetzung wurde von Josef Shanel und Matthias Wissnet angefertigt.

## Rezeption
Paul Gravett nennt Ikkyu in Manga – Sechzig Jahre Japanische Comics als Beispiel einer einfühlsamen Studie einer historischen Person. Nach seinem Tod 1995 erhielt Hisashi Sakaguchi den Preis der Vereinigung japanischer Comiczeichner für Ikkyu.
Das Porträt des Mönchs sei kunstvoll und detailreich, so Timothy R. Lehmann in 1001 Comics, und „eine ganz wunderbare Zeitreise in ein lange schon verschwundenes Japan“. Trotz der Dichte der Handlung werde die lebenslange Suche des Mönches nach Erleuchtung äußerst ruhig erzählt. Laut der deutschen Zeitschrift AnimaniA wird die Geschichte mit „Witz und Charme“ erzählt. Das Aussehen der Charaktere sei sehr „comic-haft“ schlicht. Dafür sei großer Wert auf die Hintergründe gelegt worden, sodass man sich beim Lesen direkt in die Muromachi-Zeit versetzt fühlt. Für Fans von Manga-Biografien, wie sie auch Osamu Tezuka geschaffen hat, sei das Werk daher zu empfehlen.